# Oskar Fleischer (SS-Mitglied)

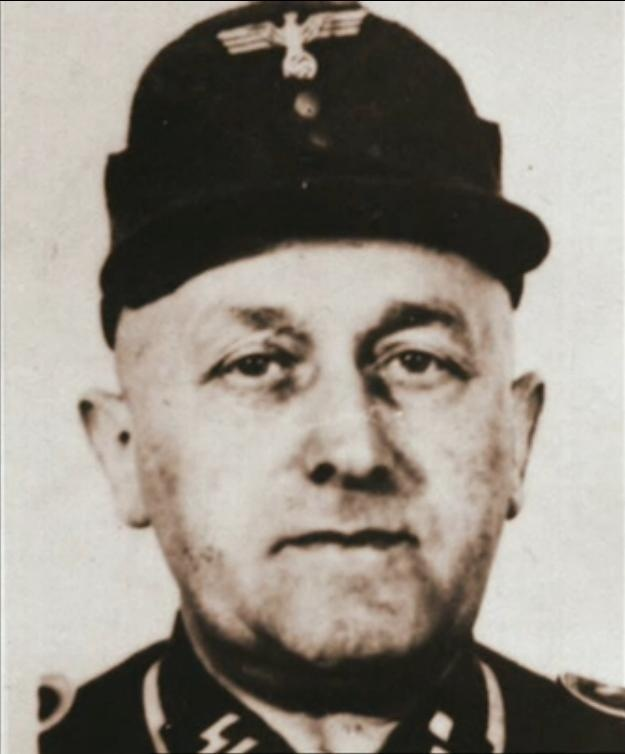
Oskar Fleischer in Uniform, vor 1946

Oskar Fleischer (* 7. Dezember 1892 in Pyrna; † nach 1945) war ein deutscher Gestapo-Beamter, der an der Aufspürung der Attentäter des stellvertretenden Reichsprotektors in Böhmen und Mähren Reinhard Heydrich beteiligt war. Fleischer war wegen seiner Brutalität gefürchtet.

## Leben
Oskar Fleischer war vor dem Zweiten Weltkrieg Leiter des Gestapo-Büros im sächsischen Annaberg und Mitglied des militärischen Geheimdienstes Abwehr in Dresden. Nach der Besetzung der Tschechoslowakei arbeitete er als Kriminalinspektor in der Abteilung III (Abwehr), Referat III A (Spionageabwehr, Landesverrat) der Prager Gestapo, wo er für seine Brutalität bekannt war. Er führte die meisten Festnahmen durch und war Kommandeur des Gestapo-Teams, das von Hans-Ulrich Geschke beauftragt wurde, die Drei Könige zu ergreifen.
Oskar Fleischer gilt als eines der grausamsten Mitglieder der Prager Gestapo, auch „Řezník“ (der Fleischer bzw. der Schlächter) genannt. Der Heydrich-Kenner Karel Fremund schreibt über ihn: „‚Wütender Kommissar‘ Oskar Fleischer, ein sehr brutaler Angestellter, auch im Familienleben (der seine Frau zum Selbstmord treibt) ...“ In Verhören wurde Fleischer als „ein starker Mann mit einer Zigarre“ wahrgenommen.
Fleischer war dafür verantwortlich, die Täter der Ermordung von Heydrich zu ergreifen, und wurde für seinen Erfolg befördert. Von 1942 bis Oktober 1944 war Fleischer stellvertretender Leiter der Gestapo-Außendienststelle Pilsen, danach bis Kriegsende Leiter der Dienststelle in Kolín.
The Central European Observer berichtet in seiner Ausgabe vom 17. März 1944 über die namentliche Feststellung der Prager Gestapo-Beamten:

„SIX GESTAPO AGENTS DENOUNCED Sechs Agenten der Gestapo, die in Prag als Vernehmer beschäftigt waren, wurden im tschechoslowakischen Programm „The Voice of the Free Republic“ aus London vom Samstag, 4. März, namentlich denunziert. „Ihre Namen“, so der Sprecher, „lauten Fitsch, Gall, Dennert, Killinger, Fleischer und Kruchka. Alle Verbrechen dieser Mitglieder der Prager Gestapo sind in London bekannt. Die Erklärung der Konferenz von Moskau wird für sie gelten.“ Der Sprecher verlas die Bedingungen der Moskauer Erklärung zur Bestrafung von Kriegsverbrechern und schloss mit der Zusicherung, dass diese sechs Männer auf der Liste der Kriegsverbrecher stehen würden.“

Auf einer tschechoslowakischen Liste der Kriegsverbrecher [S. 1] steht Fleischer unter der lfd. Nummer 343. Nach dem Zweiten Weltkrieg gelang ihm die Flucht nach Westdeutschland. Er ist unentdeckt geblieben. Noch in den 1960er Jahren soll Oskar Fleischer unbehelligt in Deutschland gelebt haben.